# 黑堡乡
黑堡乡，是中华人民共和国河北省保定市望都县下辖的一个乡镇级行政单位。

## 行政区划
黑堡乡下辖以下地区：
西阳邱村、李庄村、西黑堡村、东黑堡村、东阳邱村、宰庄村、安庄村、固现村、黄庄村、崔庄村、南康庄村、闫庄村、东白城村、西白城村、唐会村和东安里村。